# Praktyczny pistolet pneumatyczny
Praktyczny pistolet pneumatyczny (PPP) – (ang. Pneumatic Pellet Pistol) to jedna z dyscyplin strzelectwa pneumatycznego (wiatrówkowego, obok HFT, FT, SFT, NHFT, Strzelectwa Sylwetkowego). Jest to odpowiednik zawodów strzeleckich IPSC. Zawodnicy poruszają się po specjalnym torze, na którym ustawione są stanowiska strzeleckie. Używa się wielostrzałowych pistoletów i rewolwerów pneumatycznych napędzanych CO2. Rodzaje używanych wiatrówek, są pogrupowane w kategorie PPP.
W punktacji, liczy się czas pokonania toru i punktacja z poszczególnych stanowisk strzeleckich. Zawodnicy muszą przestrzegać zasad ujetych w regulamin PPP. Złamanie tych zasad oznacza dyskwalifikację zawodnika.